# Zell Am See WCT 1982
Lo Zell Am See WCT 1982 è stato un torneo di tennis giocato sulla terra rossa. È stata la 1ª edizione del torneo che fa parte del World Championship Tennis 1982. Si è giocato a Zell Am See in Austria dal 12 al 18 luglio 1982.

## Campioni

### Singolare maschile
José Luis Clerc ha battuto in finale  Heinz Günthardt con il punteggio di 6–0 3–6 6–2 6–1

### Doppio maschile
Wojciech Fibak /  Bruce Manson hanno battuto in finale  Sammy Giammalva /  Tony Giammalva con il punteggio di 6–7, 6–4, 6–4